# Indian Open 1978
L'Indian Open 1978 è stato un torneo di tennis giocato sulla terra rossa. È stata la 6ª edizione dell'Indian Open, che fa parte del Colgate-Palmolive Grand Prix 1978. Il torneo si è giocato a Calcutta in India, dal 4 al 10 dicembre 1978.

## Campioni

### Singolare maschile
Yannick Noah ha battuto in finale  Pascal Portes con il punteggio di 6–3, 6–2

### Doppio maschile
Sashi Menon /  Sherwood Stewart hanno battuto in finale  Gilles Moretton /  Yannick Noah con il punteggio di 7–6, 6–4